# Fenestrella bifurcata
Fenestrella bifurcata är en kvalsterart som beskrevs av Sandór Mahunka 1987. Fenestrella bifurcata ingår i släktet Fenestrella och familjen Eremulidae. Inga underarter finns listade i Catalogue of Life.